# Compagnia Bianca

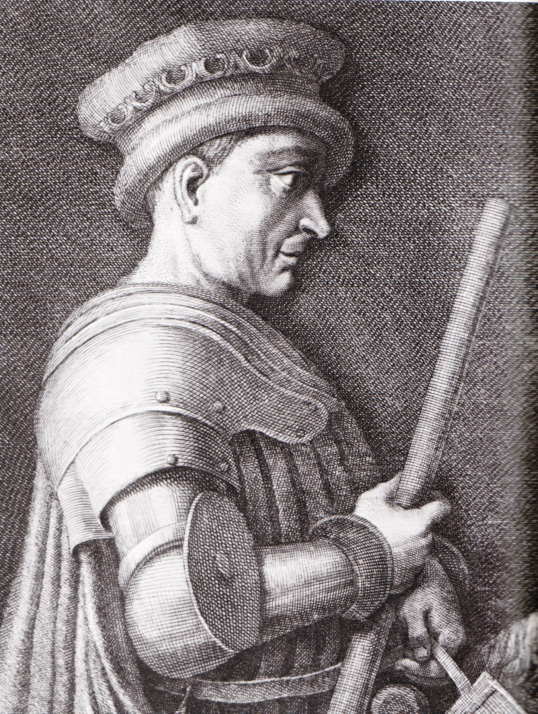
Gravure à l'effigie de John Hawkwood

Compagnia Bianca (Compagnie Blanche) ou Compagnia Bianca del Falco « Compagnie blanche du Faucon » est le nom de la Compagnie di Ventura, composée en majeure partie de mercenaires étrangers actifs en Europe au XIVe siècle.

## Historique

### Fondation
La Compagnia Bianca, connue aussi sous le nom de Compagnia degli Inglesi (« Compagnie des Anglais ») a été créée en 1361 par les condottieri John Hawkwood (connu aussi sous le nom italien Giovanni Acuto) et Albert Sterz, après la paix de Brétigny conclue entre la France et l'Angleterre.
La compagnie fut formée par le rassemblement de soldats anglais, français et allemands dont la plupart étaient rescapés de la guerre de Cent Ans.
La compagnie dut son nom aux blasons et à l'armure blancs portés par ses membres.
La caractéristique de cette compagnie était sa technique de combat dite « à l'anglaise » : lors de chaque bataille, les chevaliers mettaient pied à terre et combattaient armés d'une longue lance afin d'éviter que leurs chevaux ne soient tués.
L'autre innovation apportée par la compagnie est l'usage de l'arc à la place de l'arbalète.
Bien que la compagnie soit composée majoritairement d'Anglais, lors de sa formation, le commandement était assuré par Alberto Sterz, dit « Alberto Tedesco » (« Albert l'Allemand »).

### LaCompagnia Biancad'Albert Sterz
Sous le commandement de Albert Sterz, la compagnie comptait 2 000 lanciers.
Après avoir dévasté les campagnes françaises du sud de la France, en particulier la Provence, en 1362 elle fait sa première apparition en Italie, sollicitée par le marquis Jean II de Montferrat, d'abord contre Galéas II Visconti et ensuite contre le comte de Savoie.
De nombreuses localités ont été dévastées et pillées provoquant la famine et les soldats véhiculant la peste. De nombreuses bourgades furent conquises jusqu'à la conclusion d'une trêve.
En 1363, toujours à la solde des mêmes commanditaires, elle affronte la Grande Compagnia du comte Lando, qu'elle défait et détruit.
Au terme de cette bataille victorieuse, la Compagnia Bianca passe à la solde de Pise dans la guerre contre Florence.
Les effectifs atteignent désormais 3 500 cavaliers et 2 000 fantassins.
Le territoire de Florence est dévasté, les bourgades saccagées et détruites mais la ville ne fut pas conquise.
À la fin de la bataille, les Pisans payèrent une forte somme et une grande partie de la compagnie avec son commandant abandonna le territoire.
En 1364, à la fin de la bataille de Cascina, Albert Sterz quitte la Compagnia Bianca et fonde avec Anichino di Bongardo et Ugo della Zucca la Compagnia della Stella.

### LaCompagnia Biancade John Hawkwood
La Compagnia Bianca est reconstituée par John Hawkwood qui en prend le commandement en 1365. Elle regroupait tout l'effectif décidé à rester à la solde de Pise. Son effectif avoisinait alors les 5 000 unités.
La compagnie est au service des Pisans, qui l'utilisent contre les Florentins en 1364, puis des Visconti de Milan.
Sous le commandement d'Hawkwood, la compagnie blanche acquiert une bonne réputation. Ses succès sont variables mais Hawkwood sait exploiter les fréquents renversements d'alliance à son bénéfice.
En 1373, il participe à la victoire de Montichiari dans le camp de l'armée papale contre son ancien employeur Barnabé Visconti.
En 1375, toujours à la solde de Pise, alliés aux États pontificaux, elle prend part à la guerre des Huit Saints contre Florence qui lui verse une forte somme d'argent pour qu'elle n'attaque pas leur cité. En 1377, la compagnie participe au massacre de Césène, puis change à nouveau de camp et combat ensuite pour Florence. Ce conflit marqué par d'âpres combats dure trois ans et se conclut finalement par une trêve.
En 1387, elle reprend du service en combattant pour Padoue, remportant la bataille de Castagnaro contre  Vérone, dont les milices étaient dirigées par Giovanni Ordelaffi et Ostasio II da Polenta. Ce succès contribue à la renommée de John Hawkwood.
À partir de 1390, Hawkwood étant nommé commandant en chef des troupes florentines, la compagnie est toujours à la solde de Florence, repoussant les attaques continues des troupes de Jean Galéas Visconti.
La compagnie prend fin à la mort de John Hawkwood (qui avait acquis la citoyenneté florentine sous le nom de « Giovanni Acuto » en 1392) au mois de mars 1394.